# 21561 Мастерман
21561 Мастерман (21561 Masterman) — астероїд головного поясу, відкритий 28 серпня 1998 року.
Тіссеранів параметр щодо Юпітера — 3,313.